# Офіостома
Офіостома (Ophiostoma) — рід грибів родини Ophiostomataceae. Назва вперше опублікована 1919 року.

## Види

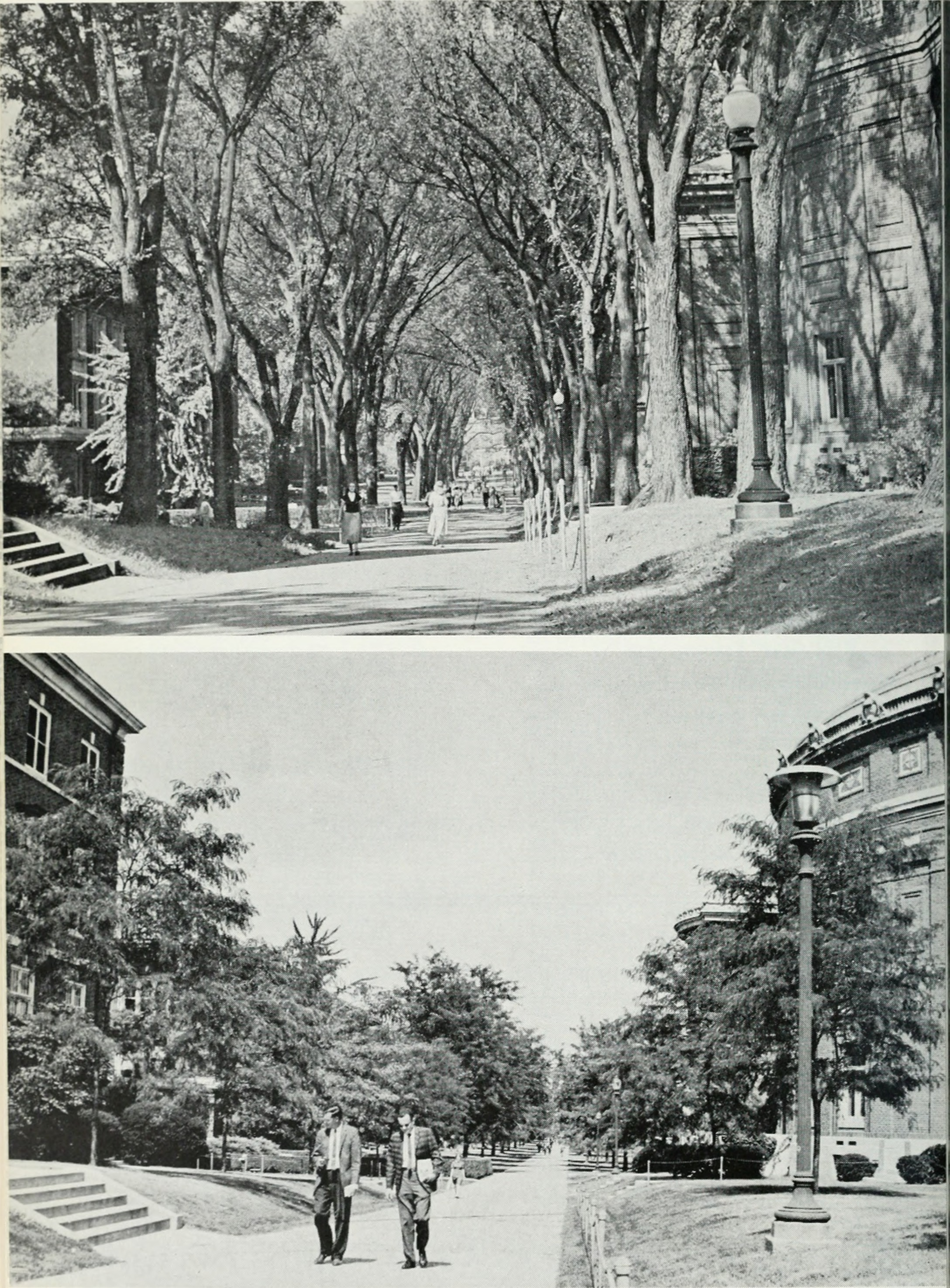
Вигляд вулиці Іллінойсу після вимирання в'язів

До роду належить поширена інвазивна голландська хвороба в’язів (Ophiostoma ulmi). На початку ХХ століття французи перед Першою світовою війною, розпочали роботи із будівництва укріплень на прикордонних територіях. Тоді з азійських колоній було завезено цю хворобу. У 1920-х роках масове ураження в’язів спостерігалося в Голландії, звідки походить назва. Приблизно до 40-х років ХХ ст. більшість сприйнятливих до хвороб дерев відмерли, й ефект від хвороби в Європі почав зменшуватися. Зараз триває другий потужний і більш руйнівний спалах цієї хвороби. Новий патогенний вид Ophiostoma novo-ulmi спричинив масове відмирання в’язів у Європі, Західній Азії та Північній Америці.  